# Kaoru Kurimoto
Pour les articles homonymes, voir Kurimoto.
Œuvres principales
- Bokura no Jidai (ぼくらの時代, Notre ère) (1978)
- Guin Saga (1979-)

Kaoru Kurimoto (栗本薫, Kurimoto Kaoru) est le nom de plume de Sumiyo Imaoka (今岡 純代, Imaoka Sumiyo), née le 13 février 1953 et morte le 26 mai 2009, une romancière japonaise primée. Sumiyo Imaoka utilisait aussi le nom de plume d'Azusa Nakajima (中島梓, Nakajima Azusa) pour écrire des critiques. Elle est principalement connue pour sa série record de 126 tomes : Guin Saga, qui a été traduite en anglais, allemand, français, italien et russe. Son style a été décrit comme faisant partie du mouvement de la Nouvelle Vague de science-fiction .

## Biographie
Elle reçoit le prix Edogawa Ranpo pour son roman à suspense Bokura no Jidai. Si elle avait également écrit Makai Suikoden et Ito no Seiiki, elle s'est surtout fait connaître grâce à sa gigantesque série de fantasy Guin Saga.
Elle avait commencé une carrière de critique littéraire en 1977. À la fin des années 1970, elle a annoncé qu’elle voulait écrire une série d’heroic fantasy de cent tomes. En 1979, elle commence la série Guin Saga qui devient un phénomène dans le monde de l’édition japonaise. La série compte à la mort de l'autrice 126 tomes et s’est vendue à plus de 35 millions d’exemplaires rien qu’au Japon. En France, seuls 5 romans ont été publiés chez Fleuve noir.
Les premiers tomes de Guin Saga s’intéressent à Guin, un guerrier implacable à tête de léopard et à deux jumeaux orphelins, Linda et Remus. Chaque roman, assez court, vogue sur les eaux de l’heroic fantasy (Conan et Elric sont souvent évoqués par les lecteurs) et du folklore japonais.